# Údolní nádrž Dalešice
Údolní nádrž Dalešice är en reservoar i Tjeckien. Den ligger i den sydöstra delen av landet, 160 km sydost om huvudstaden Prag. Údolní nádrž Dalešice ligger 383 meter över havet. Arean är 3,0 kvadratkilometer. Trakten runt Údolní nádrž Dalešice består till största delen av jordbruksmark. Den sträcker sig 5,7 kilometer i nord-sydlig riktning, och 5,3 kilometer i öst-västlig riktning.
Följande samhällen ligger vid Údolní nádrž Dalešice:
- Hartvíkovice (553 invånare)
- Koněšín (453 invånare)
- Kozlany (127 invånare)
- Kramolín (121 invånare)
- Stropešín (118 invånare)